# Хасон, Исраэль
Исраэль Хасон (ивр. ישראל חסון‎; род. 27 апреля 1955 года, Дамаск, Сирия) — израильский политик, депутат кнессета 17, 18 и 19 созывов, член фракций «Наш дом-Израиль» и Кадима (с 2009 года).

## Работа в разведке
Родился в городе Дамаске, Сирия. Окончил факультет международных отношений Хайфского университета и Колледж национальной безопасности. 23 года служил в Общей Службе Безопасности (ШАБАК).
За годы службы участвовал практически во всех операциях, начиная с Ливанской войны и заканчивая работой над проблемой арабов Израиля и Восточного Иерусалима. Последний пост в ШАБАКе — заместитель директора Службы.
Участвовал в рабочих группах, ведших переговоры в Табе, по поводу Хеврона, в Уай-плантэйшн, в Кэмп-Дэвиде и Шарм-эш-Шейхе. Кроме того неоднократно направлялся в качестве специального посланника Израиля в разные арабские страны.
Впервые был избран в кнессет от партии «Наш дом Израиль», начал работу в кнессете 17-го созыва, возглавил комиссию кнессета по экономике. Затем перешел в партию «Кадима», от которой также был избран в кнессет и работал в комиссии кнессета, комиссии по экономике и комиссии по иностранным делам и безопасности.
После раскола Кадимы, перед выборами в кнессет 19-го созыва, Исраэль Хасон занял второе место в списке партии, став одним из двух её представителей в кнессете 19-го созыва.